# 獅子山郊野公園

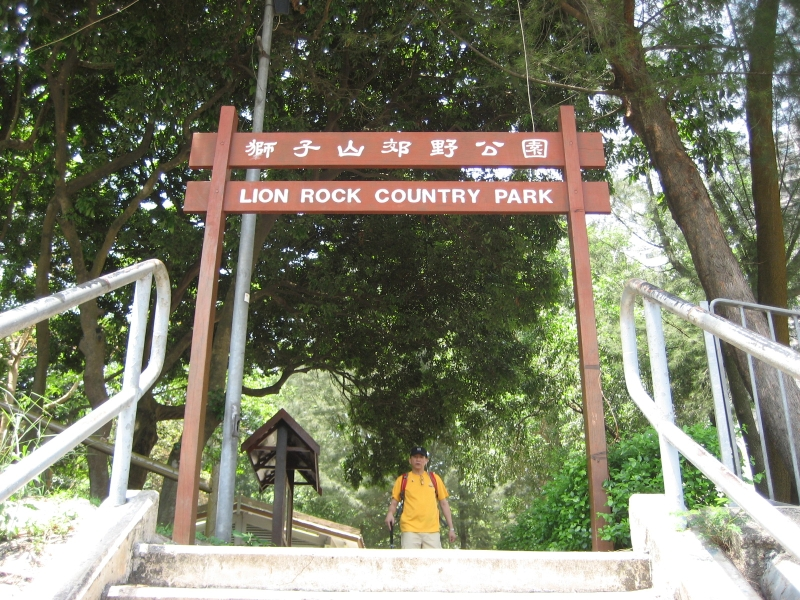
獅子山郊野公園在沙田紅梅谷的入口

獅子山郊野公園（英語：Lion Rock Country Park）是香港的一個郊野公園，跨越九龍黃大仙區、九龍城區、深水埗區及新界沙田區，佔地達557公頃。範圍包括獅一帶，西至大埔公路並與金山郊野公園連接，東至沙田坳並與馬鞍山郊野公園連接。郊野公園內有獅子山、望夫石及獅子亭等景點；而此郊野公園下，有筆架山隧道、獅子山鐵路隧道、獅子山隧道及沙田嶺隧道穿越。獅子山郊野公園劃定於1977年6月24日，是香港最早劃定的三個郊野公園之一。管理站設於琵琶山路及大埔公路琵琶山段。

## 郊遊設施
獅子山郊野公園設有兩條自然教育徑：鷹巢山自然教育徑及紅梅谷自然教育徑，此外，麥理浩徑第五段及衛奕信徑第五段均穿越範圍。沿著北面界限而建的獅子山郊野公園引水道全長6公里，始自九龍水塘對面的大埔道，由尖山沿九龍群山的山麓，穿越沙田南側的起伏山巒，直達沙田坳，是平緩易走的輕快路段。此外，獅子山山腰上建有香港回歸紀念亭。
由於獅子山郊野公園屬沙田區、深水埗區、九龍城區及黃大仙區的天然分界線，該郊野公園設有9個出入口，南部出口屬麥理浩徑5段，包括: 大埔公路琵琶山段、大埔道 (經鷹巢山自然教育徑的兩個出口)、龍欣道、樂富 (可前往獅子山公園、天馬苑對面)、沙田坳邨、沙田坳道，北部出口屬衛奕信徑5段，包括: 顯徑、紅梅谷、新田圍 (三條路線可經沙田頭村)、水泉澳 (經貓仔山、蝌蚪坪)、近十二笏村入口。

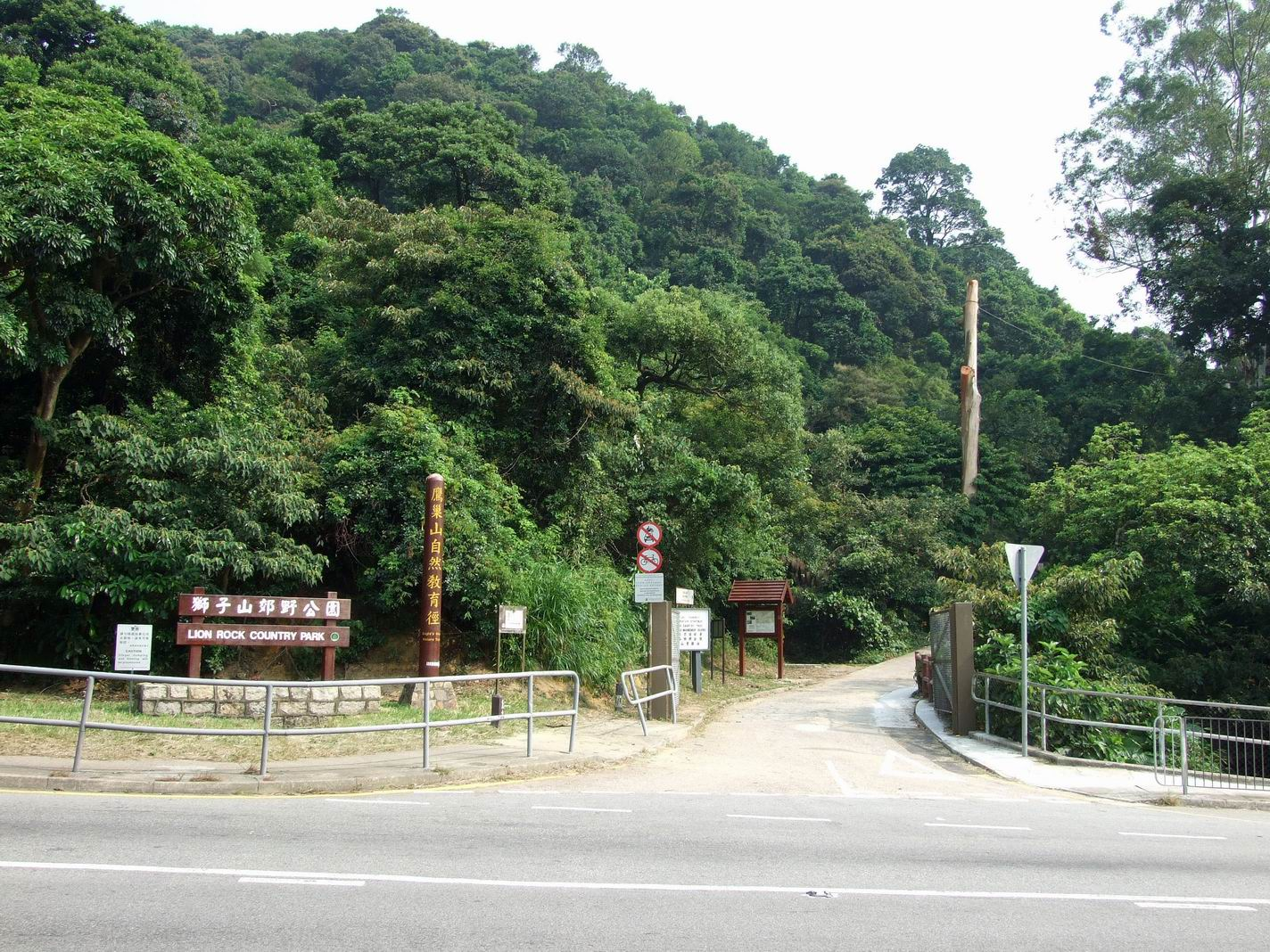
鷹巢山自然教育徑
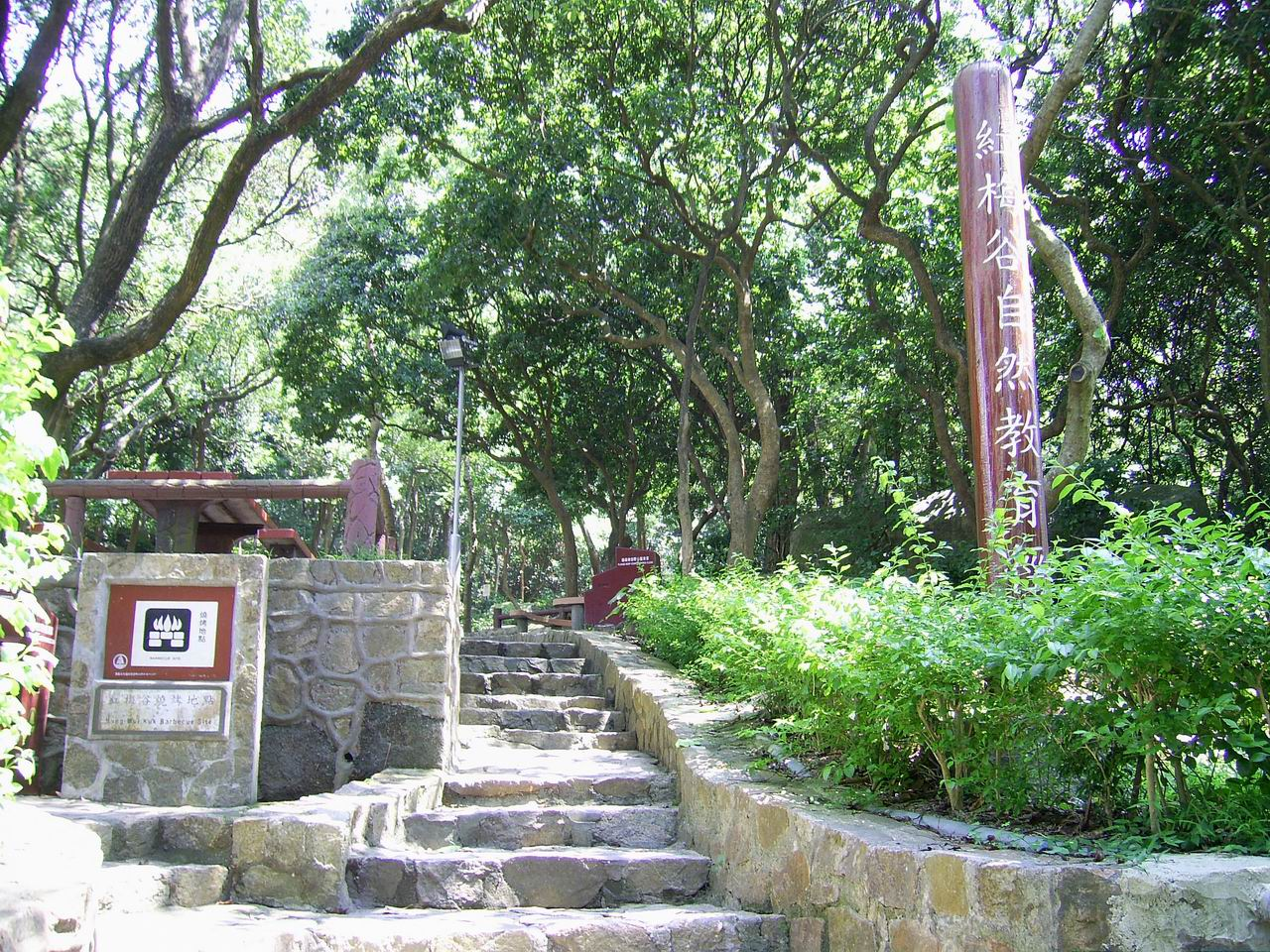
紅梅谷自然教育徑
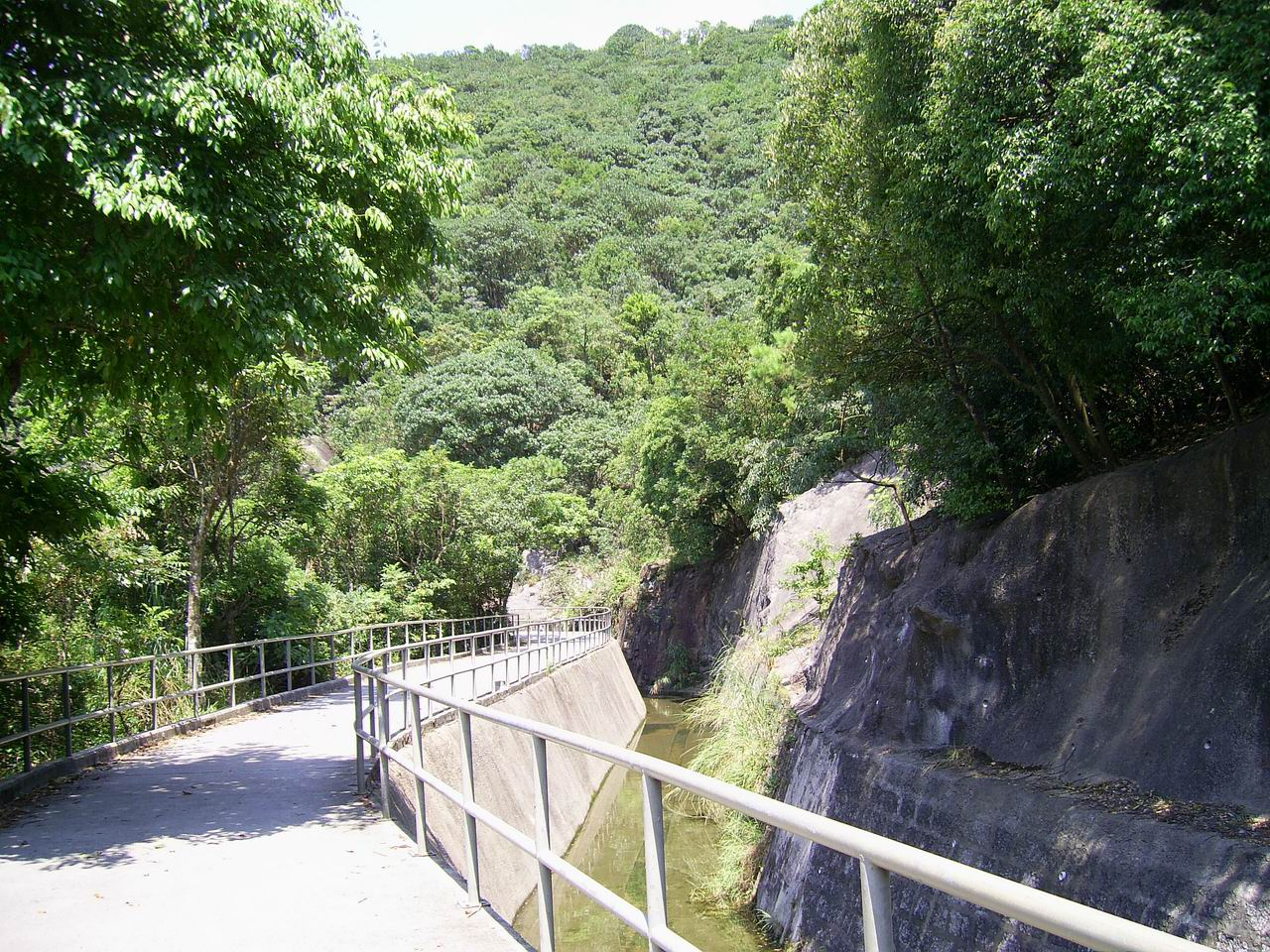
獅子山郊野公園引水道

### 石屋廁所
- 紅梅谷燒烤塲，由新法負責清潔。

## 軼事

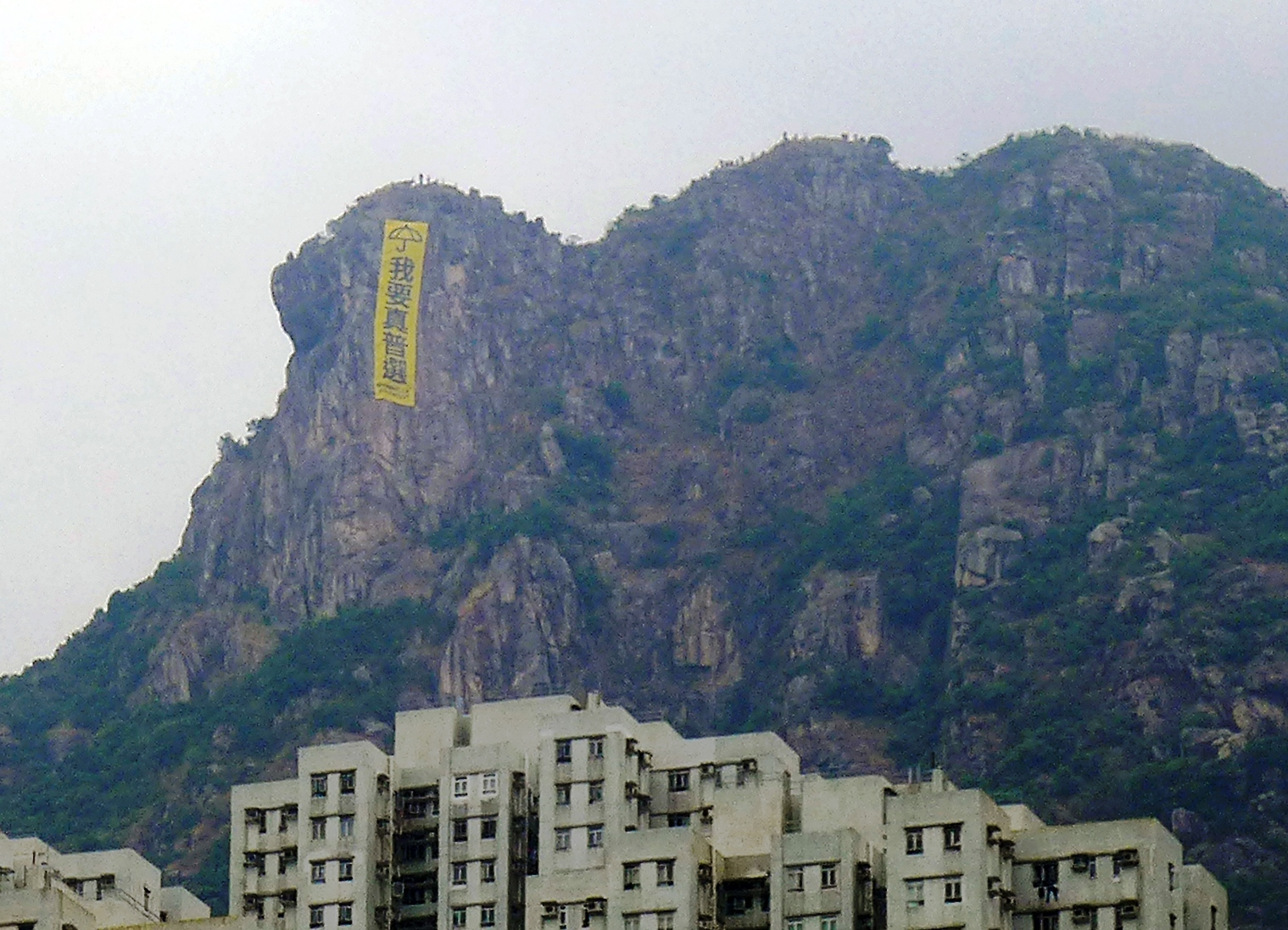
一群攀山愛好者在獅子山上展示「我要真普選」的巨型橫額，支持雨傘運動。

2014年10月24日早上10時許，14名以「香港蜘蛛仔」為名的攀山愛好者在獅子山上展示一幅6米乘28米寫上「我要真普選」的巨型橫額，支持雨傘運動。攀山行動召集人Andreas表示，香港沒有普選，以致香港政府傾斜於地產集團，「捱出頭來」的「獅子山精神」已經消失，希望透過行動聲援雨傘運動，以示「為公義拼搏，逆境自強」的新一代獅子山精神。有人舉報有人爬上獅子山山頂懸掛橫額，警察列作求警協助處理。後來，警務人員登山，站在獅子山山頭的攀山人士既無承認亦無否認有關行為，其中3人聲稱身分證遺留在山腳的車內，警務人員於是陪同3人下山。漁農自然護理署表示，根據《郊野公園及特別地區規例》：任何人未經許可，不得在郊野公園或特別地區內展示任何標誌、告示、海報、條幅，違例者最高可被判罰2,000港元及囚禁3月。由於案發地點位於獅子山郊野公園範圍，署方表示將會調查，如果菟到足夠證據，將會作出檢控。
2015年9月28日有人在獅子山上掛上一幅面積6米乘28米寫上「佔領行動一周年」的巨型橫額。同年10月1日又有人在獅子山上掛上一幅面積6米乘28米寫上「南丫海難三周年」的巨型橫額。

## 站外連結
- 漁農自然護理署 獅子山 （页面存档备份，存于）

1. ↑  . 明報.   [2014-10-25]. （原始内容存档于2016-04-02） （中文）.